# Dorogino (Nowosibirsk)
Dorogino (russisch Доро́гино) ist eine Siedlung städtischen Typs in der Oblast Nowosibirsk in Russland mit 3829 Einwohnern (Stand 14. Oktober 2010).

## Geographie
Der Ort liegt etwa 75 km Luftlinie südlich des Oblastverwaltungszentrums Nowosibirsk.
Dorogino gehört zum Rajon Tscherepanowski und befindet gut 15 km nördlich von dessen Verwaltungszentrum Tscherepanowo. Die Siedlung ist Sitz und einzige Ortschaft der Stadtgemeinde (gorodskoje posselenije) Rabotschi possjolok Dorogino (wörtlich „Arbeitersiedlung Dorogino“).

## Geschichte
Der Ort geht auf eine Stationssiedlung bei der Ausweichstelle (russisch rasjesd) Nr. 8 an der ab 1913 errichteten und 1915 eröffneten, später als Turkestan-Sibirische Eisenbahn bekannten Altai-Eisenbahn von Nowo-Nikolajewsk (heute Nowosibirsk) nach Semipalatinsk mit Abzweig nach Bijsk zurück. Später wurde die Station in Dorogino umbenannt, mit Bezug zum knapp 10 km südwestlich gelegenen und heute zur südlich benachbarten Stadtgemeinde Possewnaja gehörenden Dorf Dorogina Saimka (Dorogin ist ein Familienname).
Bei einem in den 1960er-Jahren unweit der Station errichteten Werk für keramische Erzeugnisse (heute auch Ziegel) entstand eine Plattenbausiedlung, die 1969 den Status einer Siedlung städtischen Typs erhielt.

## Bevölkerungsentwicklung
| Jahr | Einwohner |
| ---- | --------- |
| 1970 | 2725      |
| 1979 | 3488      |
| 1989 | 4132      |
| 2002 | 3811      |
| 2010 | 3829      |

Anmerkung: Volkszählungsdaten

## Verkehr
In Dorogino befindet sich ein Bahnhof bei Kilometer 90 der Eisenbahnstrecke Nowosibirsk – Barnaul – Semei (Kasachstan). Wenig westlich der Siedlung verläuft die föderale Fernstraße R256 Tschuiski trakt von Nowosibirsk über Barnaul zur Grenze zur Mongolei.
Ein Gleisanschluss zu einem 13 km östlich der Siedlung gelegenen Steinbruch (für Kies und Schotter aus Diabas- und Basaltporphyriten) wurde 2016 abgebaut und durch Lastwagenverkehr ersetzt.